# Speocera naumachiae
Speocera naumachiae is een spinnensoort uit de familie Ochyroceratidae. De soort komt voor in Thailand.